# Loen
Loen er en bygd ved Lobugten inderst i Nordfjord, i Stryn kommune i Vestland fylke i Norge. Den ligger omkring 6 kilometer nord for landsbyen Olden og omkring 11 kilometer sydøst for kommunecenteret Stryn. Største arbejdspladser er Nordfjord Kjøtt, som flyttet fra Olden i 1978, og Hotel Alexandra, etableret 1884. I lavineulykkerne 1905 og 1936 skred dele af Ramnefjellet i Lovatnet sydøst for Loen og skabte en flodbølge som tog livet af i alt 135 personer. Der er kort vej til bræarmene Kjenndalsbræen og Briksdalsbræen.

## Fotogalleri
- Loen ved Lobugten 
Foto: 2009
- Loen 
Foto: 2004
- Udsigt over Lobugten , Skåla ses øverst til venstre
- Udsigt fra toppen af Hoven, fjeldet bag Hotel Alexandra, over Loen og Loelven mod Lovatnet i Lodalen.
- Inderste del af fjorden Nordfjord med Loen ved Lobugten til venstre og Olden i midten.
Foto: 2008
- Loen kirke fra 1837 med udsigt over Loen. Fylkesvei 723 går gennem landsbyen ind mod Lovatnet. 
Foto: Fortegnet panoramabillede foråret 2015
- Loen med Nordfjord Kjøtts slagterianlæg foran og Lobugten bag.
Foto: Fortegnet panoramabillede foråret 2015
- Loen set fra fylkesvei 60
Foto: Fortegnet panoramabillede foråret 2015
- Bebyggelse ved Lovatnet
- Mindestøtter efter lavineulykkerne ved Lovatnet i 1905 og 1936, ved Loen kirke
- Kabelbane til fjeldet Hoven (1.011 moh.) over Loen. Åbnet 20. maj 2017 af Dronning Sonja.[1]